# Fédération LGBTI+
La fédération LGBTI+ est une association française regroupant des associations LGBTI+, en particulier des centres LGBT locaux.
Cette fédération (ex Inter-Centres LGBT) est l'Alliance des centres lesbiens, gay, bis et trans (LGBT) de France et de leurs membres associés.
Elle a pour objet de créer une solidarité entre les Centres LGBT de France et leurs Membres associés et de veiller au respect d'une Charte éthique (article 2, al.1er des statuts de la fédération) qui prévoit notamment, une ouverture à toutes les personnes, le développement d'une politique de prévention active, etc.

## Historique
La Fédération LGBT ajout le « I » de intersexes en mars 2022 à son nom et devient Fédération LGBTI+, fédération des associations et des centres lesbiens, gays, bi, transgenres et intersexes en France.

## Associations membres
La fédération est composée de différents membres selon leurs statuts.

### Membres titulaires
Les membres titulaires sont les Centres LGBT de France admis à signer la Charte. Ils ont voix délibérative.
- Centre LGBT de Lille (J'en suis, j'y reste) - Lille
- Centre LGBT de Dijon (CIGaLes) - Dijon
- Centre LGBT de Lyon (Forum gay et Lesbien) - Lyon
- Centre LGBT de Metz (Couleurs Gaies) - Metz
- Centre LGBT d'Angers (Quazar) - Angers
- Centre LGBT de Sarreguemines (Emergence57) - Sarreguemines
- EX Aequo Reims - Reims
- Reims Liberté Gaies - Reims
- Centre LGBT de Touraine[2] - Tours

### Membres associés
Les membres associés sont des personnes morales ou physiques souhaitant soutenir les Centres LGBT dans leurs réflexions, démarches et actions. Ils ont voix consultative.
1. Associations affinitaires : personnes morales LGBT qui, animant un lieu associatif LGBT, s'estiment à ce titre et dans ce cadre étroitement concernées par les valeurs et objectifs de la Charte voire projettent éventuellement de créer un Centre LGBT ou de soutenir un projet de Centre LGBT)
  - Centre LGBT de Grenoble (Cigale) - Grenoble
  - Centre LGBT Paris-Île-de-France - Paris
  - Centre LGBT du Mans (HOMogênE) - Le Mans
  - Centre gay lesbien (CGL) Nîmes - Nîmes
  - Centre gay lesbien bi trans (GLBT) Rennes - Rennes
  - An Nou Allé - Martinique et Antilles
  - Arc-en-ciel 31 - AIHBIA - Toulouse
  - ARIS-Centre LGBTI - Lyon
  - GAGL - Groupe action gay et lesbien Loiret - Orléans
  - Homo-Sphère (Nouméa)
  - Les Enfants terribles (centre LGBT) (Caen)
2. Observateurs (sont les personnes morales qui sans être étroitement concernées par les objectifs de la Charte, se reconnaissent dans ses valeurs et peuvent apporter une contribution significative aux débats et projets de l'Alliance)
  - Centre lesbien et gay (LG) Nantes Atlantique (Nantes)
  - ADHEOS (Saintes)
  - Agayri Sud-Est (Valence)
  - Agile (centre LGBT) (Clermont-Ferrand)
  - Angel 34 (Montpellier)
  - Angel 91 (Massy)
  - Aisne Gay (Soissons)
  - Arc-en-Ciel 28 (Chartres)
  - Comme Ça ! (Rouen)
  - Gay Union (La Réunion)
  - G2L - Gays et lesbiennes des Landes (Mont-de-Marsan)
  - HomoLogué(e) (Versailles)
  - Mémoire des sexualités (Marseille)
3. Correspondants locaux (personnes physiques qui s'estiment concernées par les valeurs et objectifs de la Charte voire projettent éventuellement de créer un Centre LGBT ou de soutenir un projet de Centre LGBT)

## Direction
Stéphanie Nicot, présidente de l'Association nationale transgenre, est élue présidente de la Fédération LGBT en 2014.